# Saccopharynx ampullaceus
Espèce
Saccopharynx ampullaceus est une espèce de poisson de la famille des Saccopharyngidés